# Смольниця (Злотовський повіт)
Смольниця (пол. Smolnica) — село в Польщі, у гміні Ліпка Злотовського повіту Великопольського воєводства.
У 1975-1998 роках село належало до Пільського воєводства.